# Margolinduk
Margolinduk is een bestuurslaag in het regentschap Demak van de provincie Midden-Java, Indonesië. Margolinduk telt 3144 inwoners (volkstelling 2010).